# Tipula sicula
Tipula sicula är en tvåvingeart som beskrevs av Alexander 1961. Tipula sicula ingår i släktet Tipula och familjen storharkrankar. Inga underarter finns listade i Catalogue of Life.